# Sangabasis dentifer
Sangabasis dentifer – gatunek ważki z rodziny łątkowatych (Coenagrionidae). Endemit południowych Filipin; występuje na wyspach Mindanao, Dinagat i Siargao.